# Савка Дабчевић Кучар
Савка Дабчевић Кучар (Корчула, 6. децембар 1923 — Загреб, 6. август 2009) била је учесница Народноослободилачке борбе и друштвено-политичка радница СР Хрватске. У периоду од 1969. до 1971. године се налазила на функцији председнице ЦК СК Хрватске. Године 1971, уз Мику Трипала била је једна од вођа „Хрватског прољећа”, након чега је смењена са свих функција. Након 1990. године поново је била активна у политичком животу Хрватске.

## Биографија
Рођена је 6. децембра 1923. године на Корчули. Њен отац Антун Дабчевић, био је правник, пореклом из Доброте у Боки. Године 1941. године завршила је Женску реалну гимназију у Сплиту. У периоду од 1941. до 1945. године није наставила школовање. Када су јој брата ухапсили Италијани, због врло лоших материјалних услова у породици, бавила се подучавањем ђака. Септембра 1943. године отишла је у партизане.
Након завршетка рата уписала је тадашњу Вишу економску школу, а током 1946. године одлази на студије у Совјетски Савез, где у Лењинграду похађа Финансијско-економски факултет. Тамо је завршила две године студија, али је због резолуције Информбироа, морала прекинути студије и вратити се у Загреб, јуна 1948. године. Студије потом наставља на Факултету економских наука у Загребу, где је децембра 1949. године дипломирала.
Јануара 1950. године изабрана је за асистента на Факултету економских наука, за предмет политичка економија. Једна од првих жена доктора економије у Хрватској. За доцента на истом факултету изабрана је 1954, за ванредног професора 1957. и редовног професора 1960. године.
Као професор добила је 1960. године Фордову стипендију за једногодишњи боравак у иностранству. Десет месеци провела је у САД-у и два месеца у Француској. На том судијском боравку проучавала је модерне методе праћења и прогнозирања регионалног развоја.
Добитница је две највише републичке награда за научни рад „Божидар Аџија” 1964. и 1967. године.
Преминула је 6. августа 2009. године у Загребу.

### Политичка делатност
Као уверени антифашиста од 1941. године помагала је Народноослободилачки покрет, али није приступила организацији. У партизане је отишла у току масовног устанка у Далмацији септембра 1943. године. Од партијског вођства распоређена је као политички радник на ослобођеној територији Брача и Шолте. Тамо је децембра 1943. године постала члан Комунистичке партије Хрватске.
Децембра 1943. године одлуком Обласног комитета КПХ за Далмацију упућена је као један од руководилаца збега у Ел Шату, у Египту. Обављала је дужност члана Одбора ЈНОФ-а за збег и члана руководства УСАОЈ-а и СКОЈ-а, а каније и КПХ-а. У земљу се вратила након завршетка рата с последњим групама из Ел Шата.
Од 1945. године обављала је разне политичке функције и била члан многих политичких и партијских руководстава. Била је посланик Градске скупштине Загреба, а два пута је бирана за посланика Савезне скупштине. Била је члан Интерпарламентарне уније СФРЈ и учествовала је на међународним заседањима ИПУ-а, на којима је иступала с рефератима. Члан југословенске делегације у ОУН-у, била је од септембра до децембра 1966. године и представник СФРЈ у Социјално-економском већу ОУН-а.
За време председниковања Већеслава Хољевца учествовала је у раду Градске скупштине Загреба као председник Савета за друштвени план и финансије. Шездесетих година била је један од учесника у разради Привредне реформе (у изради тзв. „Бијеле књиге").
У Савезу комуниста Југославије обављала је многе дужности, била је члан Универзитетског комитета, члан Централног комитета СК Хрватске и Централног комитета СК Југославије. Од 1964. до 1965. била је секретар за идеолошка, а од 1966. до 1967. за економска питања ЦК СК Хрватске. Године 1967. постала је председник Извршног већа Сабора СР Хрватске и тиме прва жена председник Владе (не само у Хрватској, већ и у Југославији).
А 1969. године постала је председник Централног комитета Савеза комуниста Хрватске и члан Председништва ЦК СКЈ.

### Хрватско пролеће
Једна је од водећих личности Хрватског прољећа 1971. године. Заједно са Миком Трипалом, политички је осуђена и смењена са свих дужности на седници у Карађорђеву 1. децембра 1971. године. Из СК Хрватске искључена је 12. марта 1972. године. Септембра 1972. године је искључена са факултета и запослена је у Секретаријату за финансије СР Хрватске, 1975. је пензионисана.
Политички се поново јавља, јануара 1990. године, серијом чланака у Слободној Далмацији. На позив представника ХСЛС-а придружује се, као ванстраначка особа, заједно са још неколицином истакнутих појединаца, Коалицији народног споразума. У октобру 1990. године заједно са истомишљеницима формира Хрватску народну странку (ХНС). За првог председника ХНС-а, изабрана је јануара 1991. године, а својом одлуком повлачи се с те функције у новембру 1994. године. Бирана у водећа страначка тела и за почасну председницу ХНС-а.
Била је један од кандидат на изборима за председника Републике Хрватске, 2. августа 1992, када је освојила око 6% гласова и посланик у Хрватском сабору од 7. септембра 1992. до 28. новембра 1995. године. Као члан одбора за спољну политику Хрватског сабора и Извршног одбора Интерпарламентарне уније, учествовала је на конференцијама ИПУ-а у Паризу, Мадриду, Копенхагену и Букурешту. Била је члан хрватске државне делегације и на Међународном конгресу жена у Пекингу, септембра 1995. године.
Године 1997. написала је књигу 71. Хрватски снови и стварност.